# Bittacus golbachi
Bittacus golbachi is een schorpioenvlieg uit de familie van de hangvliegen (Bittacidae). De wetenschappelijke naam van de soort is voor het eerst geldig gepubliceerd door Williner in 1990.
De soort komt voor in Argentinië.